# Prosoplus albovestitus
Prosoplus albovestitus là một loài bọ cánh cứng trong họ Cerambycidae.